# Cloverdale (Californie)
Pour les articles homonymes, voir Cloverdale.
Cloverdale est une municipalité du comté de Sonoma, en Californie.

## Géographie
Cloverdale est située dans le nord du comté de Sonoma, et à environ 135 km au nord de San Francisco, elle est la ville la plus au nord parmi les neuf comtés qui constituent traditionnellement la région urbaine de San Francisco. L'axe routier U.S. Route 101 traverse la ville, ainsi que la route californienne 128.
D'après le Bureau de recensement des États-Unis, la municipalité a une superficie d'environ 6,5 km².
Cloverdale est située au sein de Wine Country, étant intégrée à la région viticole américaine (AVA) d'Alexander Valley.

## Présentation
Le message de bienvenue à l’entrée de la ville sur les panneaux est : Welcome to Cloverdale: Home of Smallville. Message que montre que la ville est très fière d'accueillir la production de la série TV Smallville, série qui raconte les faits du jeune futur Superman. Le bâtiment « Clova Cinema » qui prête sa devanture au « Talon » dans la série Smallville.
La ville a également été utilisée récemment pour accueillir un épisode de la deuxième saison de Stargate Universe.
L'épisode porte d'ailleurs comme nom « Cloverdale ».

## Démographie
| 1880 | 1890 | 1900 | 1910 | 1920 | 1930 |
| ---- | ---- | ---- | ---- | ---- | ---- |
| 430  | 763  | 750  | 823  | 718  | 759  |

| 1940 | 1950  | 1960  | 1970  | 1980  | 1990  |
| ---- | ----- | ----- | ----- | ----- | ----- |
| 809  | 1 292 | 2 848 | 3 251 | 3 989 | 4 924 |

| 2000  | 2010  | - | - | - | - |
| ----- | ----- | - | - | - | - |
| 6 831 | 8 618 | - | - | - | - |